# Biacuplastica

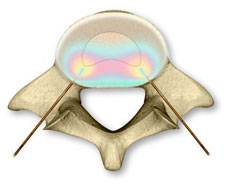
Posizionamento delle sonde a calore generato tramite radiofrequenze durante un intervento di biacuplastica

La biacuplastica è una procedura chirurgica mininvasiva per il trattamento del dolore discogenico. Prevede l'applicazione di calore all'anulus del disco intervertebrale con l'obiettivo di indurre l'ablazione dei neuroni che trasportano la sensibilità dolorifica. 
La procedura è progettata per ridurre il dolore dorsale cronico causato dai dischi intervertebrali. È ancora alle prime fasi di sperimentazione e presenta alcune prove di efficacia.
Secondo gli sviluppatori della procedura, i possibili vantaggi rispetto alle tecniche convenzionali sarebbero la facilità d'utilizzo e la possibilità di evitare fissurazioni concentriche iatrogene. Tale procedura parrebbe distruggere i nervi veicolanti informazioni dolorifiche, ma tali evidenze derivano esclusivamente da studi svolti su cadaveri. La sperimentazione sui maiali suggerisce che il calore riesca a scaldare selettivamente l'area voluta, senza danni ai gangli dorsali o alle radici dei nervi spinali in caso le cellule formanti il disco intervertebrale dimostrino alterazioni dal punto di vista istologico.